# Alexander Cadogan

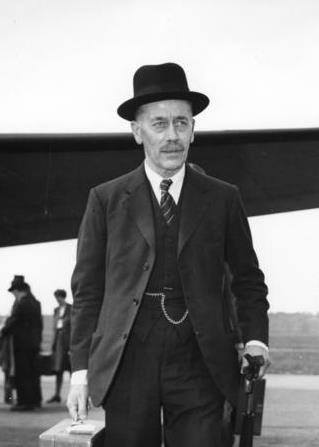
Sir Alexander Cadogan (1945)

Sir Alexander George Montagu Cadogan, GCMG, KCB, OM, PC (* 25. November 1884 in London; † 9. Juli 1968 ebenda) war ein britischer Diplomat, der unter anderem zwischen 1935 und 1936 Botschafter in China sowie von 1946 bis 1950 erster Ständiger Vertreter des Vereinigten Königreichs bei den Vereinten Nationen war. Danach war er zwischen 1952 und 1957 Vorsitzender des BBC Board of Governors, des Verwaltungsrates der öffentlich-rechtlichen Rundfunkanstalt British Broadcasting Corporation.

## Leben

### Familiäre Herkunft, Botschafter in China und Ständiger Unterstaatssekretär
Alexander George Montagu Cadogan war das neunte und jüngste Kind des Politikers George Cadogan, 5. Earl Cadogan, der unter anderem zwischen 1886 und 1892 Lordsiegelbewahrer und später von 1895 bis 1902 Lord Lieutenant of Ireland war, sowie dessen erster Frau Lady Beatrix Jane Craven, Tochter von William Craven, 2. Earl of Craven, und Lady Emily Mary Grimston, einer Tochter von James Grimston, 1. Earl of Verulam. Er selbst begann nach dem Besuch des renommierten 1440 gegründeten Eton College ein grundständiges Studium am Balliol College der University of Oxford, das er 1908 mit einem Bachelor of Arts beendete. Danach trat er 1908 in den diplomatischen Dienst (HM Diplomatic Service) des Außenministeriums (Foreign Office) ein und fand in der Folgezeit zahlreiche verschiedene Verwendungen an Auslandsvertretungen sowie im Außenministerium. Für seine Verdienste wurde er 1926 als Companion in den Order of St Michael and St George (CMG) aufgenommen. 

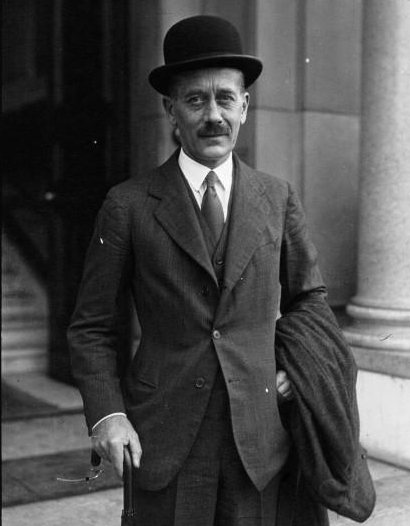
Alexander Cadogan (1933)

Cadogan war zwischen 1930 und 1933 Berater des Außenministeriums für Angelegenheiten des Völkerbunds und wurde für seine Verdienste 1932 als Companion des Order of the Bath (CB) ausgezeichnet. Als Nachfolger von Maurice Ingram wurde er am 3. September 1933 Außerordentlicher Gesandter und Bevollmächtigter Minister in China und fungierte daraufhin vom 15. Juni 1935 bis zu seiner Ablösung durch Hughe Knatchbull-Hugessen am 23. September 1936 als erster Außerordentlicher und Bevollmächtigter Botschafter des Vereinigten Königreichs in China. Während dieser Verwendung wurde er am 1. Januar 1934 zum Knight Commander des Order of St Michael and St George (KCMG) geadelt, so dass er fortan den Namenszusatz „Sir“ führte.
Nach seiner Rückkehr übernahm Sir Alexander Cadogan 1936 im Außenministerium den Posten als Stellvertretender Unterstaatssekretär (Deputy Under-Secretary for Foreign Affairs) und hatte diesen bis 1938 inne. Anschließend löste er 1938 Robert Gilbert Vansittart als Ständigen Unterstaatssekretär des Außenministeriums (Permanent Under-Secretary for Foreign Affairs) ab und war damit bis zu seiner Ablösung durch Orme Sargent 1946 zugleich Leiter des diplomatischen Dienstes (Head of HM Diplomatic Service). Als es kurz vor dem Staatsstreich in Jugoslawien am 27. März 1941 zur jugoslawischen Unterzeichnung eines Paktes mit den Achsenmächten im Zweiten Weltkrieg kam, notierte er in seinem Tagebuch, dass die Jugoslawen offenbar ihre Seelen an den Teufel verkauft hätten. Aufgrund seiner Verdienste in dieser Verwendung wurde er am 2. Januar 1939 auch zum Knight Grand Cross des Order of St Michael and St George (GCMG) und am 1. Januar 1941 ferner zum Knight Commander des Order of the Bath (KCB) erhoben. Am 26. Juni 1946 wurde er auch zum Mitglied des Geheimen Kronrates (Privy Council) berufen.

### Ständiger Vertreter bei der UNO und Vorsitzender der BBC
1946 wurde Sir Alexander Cadogan erster Ständiger Vertreter des Vereinigten Königreichs bei den Vereinten Nationen. Er verblieb in dieser Funktion bis zu seinem Ausscheiden aus dem diplomatischen Dienst 1950 und wurde daraufhin von Gladwyn Jebb abgelöst. Während dieser Zeit verliehen ihm die University of Toronto 1947 sowie die Princeton University und die McGill University 1950 jeweils einen Ehrendoktor des Zivilrechts. 
Nach seinem Eintritt in den Ruhestand wurde er 1951 Direktor verschiedener Unternehmen wie des Versicherers Phoenix Assurance, der Sueskanal-Gesellschaft (Suez Canal Company) sowie der National Provincial Bank. Am 1. Januar 1951 wurde ihm der Order of Merit (OM) verliehen, dem neben dem britischen Monarchen jeweils nur 24 weitere lebende Personen angehören dürfen. Zuletzt löste er 1952 Ernest Simon, 1. Baron Simon of Wythenshawe als Vorsitzender des BBC Board of Governors und war damit bis zu seiner Ablösung durch Arthur fforde 1957 Vorsitzender des Verwaltungsrates der öffentlich-rechtlichen Rundfunkanstalt British Broadcasting Corporation.
Aus seiner am 3. August 1912 geschlossenen Ehe mit Lady Theodosia Louisa Augusta Acheson, Tochter von Archibald Brabazon Sparrow Acheson, 4. Earl of Gosford und Lady Louisa Augusta Beatrice Montagu gingen ein Sohn und drei Töchter hervor.

## Hintergrundliteratur
- David Dilks (Herausgeber): The Diaries of Sir Alexander Cadogan 1938–1945, London 1971.